# Miles Teg
Pour les articles homonymes, voir Miles et TEG (homonymie).
Miles Teg est un personnage fictif du cycle des romans de Dune, de Frank Herbert. C'est le Bashar Suprême (Commandant en chef) des forces armées de l'ordre du Bene Gesserit.

## Description
Descendant de la Maison des Atréides, Miles Teg est le fils de Janet Roxbrough, une Révérende Mère Bene Gesserit, et de Loschy Teg, maître de poste pour le compte de la CHOM. Miles Teg est le père de Darwi Odrade et un cousin très éloigné de Lucille. Il est le lointain descendant de Monéo Atréides. Sa période d'activité correspond à l'époque qui a suivi la Grande Dispersion de humanité, après le règne despotique de Leto II, L'Empereur Tyran qui a mené pendant des millénaires l'univers sur son Sentier d'Or.
Physiquement, Teg ressemble au Duc Leto Atréides, étant toutefois légèrement plus grand. Sa mère Bene Gesserit lui a transmis des connaissances normalement interdites aux hommes, ce qui lui donne un atout supplémentaire. 
Miles Teg est un combattant légendaire, reconnu de tous, et ce de son vivant, qui a longtemps dirigé les armées Bene Gesserit à la victoire. Preuve de son incroyable prestige, le Bashar-Mentat du Bene Gesserit est capable, par sa seule présence sur le champ de bataille, d'influencer les conflits et de mettre un terme aux combats, parfois même avant le début du combat, du fait même de sa renommée immense. 
Son titre de Bashar Suprême s'entend dans les forces armées du Bene Gesserit et peut se référer au grade de Bashar (Colonel) utilisé durant l'ancienne période de l'Imperium, notamment par les Sardaukars.
Fin tacticien et stratège hors pair, ses plans de batailles reposent toujours sur la nécessité de surprendre l’adversaire pour remporter la victoire. Il base en effet ses actions militaires en ayant toujours à l'esprit l'inattendu.
Le ghola Duncan Idaho, commandé par le Bene Gesserit au Bene Tleilax, fut entraîné au combat et éduqué par Miles Teg. C'est lui qui fit rejaillir à la surface la personnalité pré-ghola d'Idaho.
Les Sœurs eurent aussi un ghola de Miles Teg, après sa mort sur Rakis, où il s'était sacrifié pour détruire des Honorées Matriarches.
Le ghola Miles Teg est également présent dans les romans post-Herbert Les Chasseurs de Dune et Le Triomphe de Dune.

## Pouvoirs
Lors de l'opération de diversion menée conjointement avec son élève le Bashar Burzmali pour évacuer le ghola Duncan Idaho sur Gammu, Miles Teg est capturé par des mercenaires sous les ordres des Honorées Matriarches. 
Il est alors soumis à une sonde spéciale venue de la dispersion, destinée à lui arracher sa mémoire et ses secrets, la sonde T. Croyant avoir affaire à une banale sonde Ixienne, la sonde T fonctionne en réalité en reconstituant une copie virtuelle du réseau neural du sujet, cette copie étant ensuite soumise à des stimulus sensoriels dont les réactions peuvent être déchiffrées et interprétées. Le Bashar ayant précédemment absorbé une grande quantité de Shere dans cette éventualité, sa résistance hors du commun et son conditionnement Mentat lui permettent de survivre à l'épreuve jusqu'à court-circuiter le fonctionnement même de la sonde. L'appareil opérant en lisant dans la mémoire génétique de la cible, cette lecture déverrouille un aspect du gène spécifique des Atréides qui libère certaines limites physiologiques de son propre corps.  
Teg développe une forme de rapidité particulière, qui lui permet de contre-attaquer et de se libérer des Honorées Matriarches qui l'avaient capturé. À cette occasion, il détruit à lui tout seul un quartier général des Honorées Matriarches en quelques minutes : l’univers et les personnes autour de lui semblent ralentir, tandis que lui-même conserve sa vitesse de mouvement normale. 
Le Bashar a acquis la capacité de se déplacer à une vitesse surhumaine et de deviner l’avenir proche, ainsi que celle de « voir » en temps réel chaque élément dans des espaces assez grands, de l’ordre d’une planète (même les non-vaisseaux, censés être invisibles aux yeux des prescients, lui sont révélés). 
En vérité, son organisme et son esprit fonctionnent sur un mode hyper-accéléré, ses ennemis ne voyant de lui qu’un « tourbillon » mortel s'abattant sur eux et les décimant sans avoir le temps de réagir. Ceci a un coût puisque déployer ses capacités au-delà des limites de son corps lui demande d'immenses quantités d'énergie qui le force à s'alimenter énormément pour combler ces besoins. Lorsqu'il reprend conscience en tant que ghola, un simple mouvement défensif contre Sheana qui tentait de l'imprégner le vide instantanément de toutes ses forces, le laissant dans un état proche de l'inanition. 
Autre conséquence de ces pouvoirs, Teg est invisible aux prescients, comme les Navigateurs de la Guilde spatiale. Pour autant, ses nouveaux talents ne l’empêchent pas de demeurer le fidèle serviteur du Bene Gesserit. Il utilise ses pouvoirs exceptionnels afin de contrer la menace des Honorées Matriarches, qui, revenues de la Dispersion, sèment la mort et la destruction sur toutes les planètes de l'ancien Empire qu'elles atteignent.